# 파흐타코르 중앙경기장

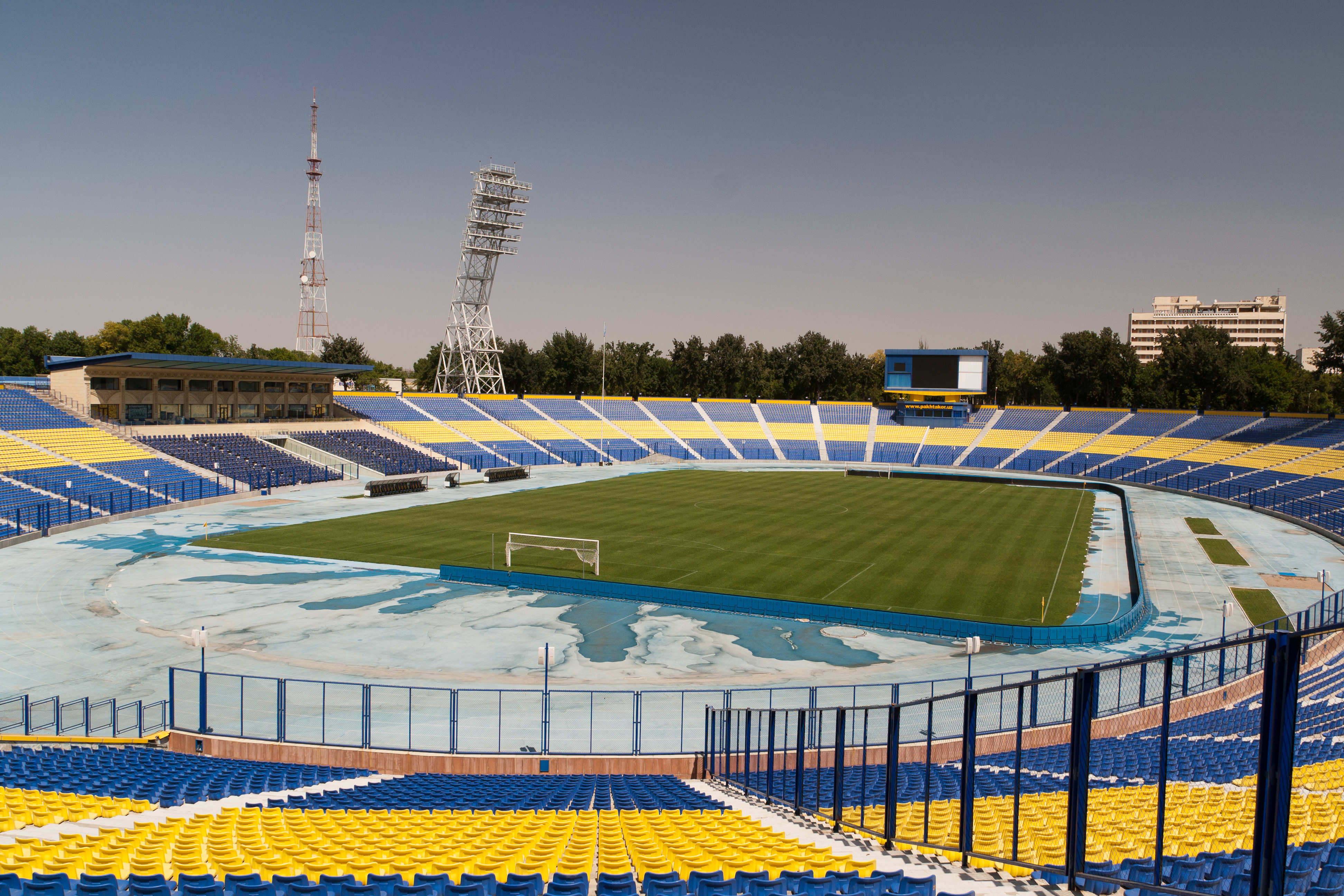
파흐타코르 중앙경기장

파흐타코르 중앙경기장(우즈베크어: Paxtakor Markaziy Stadioni)은 우즈베키스탄의 수도인 타슈켄트에 위치한 경기장으로 FC 파흐타코르 타슈켄트와 우즈베키스탄 축구 국가대표팀의 홈 구장이다. 1956년 8월 11일에 개장했으며 현재 수용 가능한 인원은 35,000명이다.